# トロンプ (軽巡洋艦)
トロンプ (オランダ語: Hr. Ms. Tromp) は、オランダ海軍の軽巡洋艦。
トロンプ級軽巡洋艦の一番艦（ネームシップ）で、姉妹艦はヤコブ・ヴァン・ヘームスケルク (Hr. Ms. Jacob van Heemskerck) 。
艦名は、八十年戦争や英蘭戦争を戦ったマールテン・トロンプ提督と、その息子であるコーネリス・トロンプ提督にちなんで名付けられた。

## 艦歴
トロンプはアムステルダムのオランダ造船で建造された。1936年1月17日に起工、1937年5月24日に進水し、1938年8月18日に就役した。当初は嚮導駆逐艦 (Flotilla leader) として計画され、諸外国もそのように認識していた。その後、大日本帝国海軍の水雷戦隊に対抗するために艦形を拡大して駆逐艦隊の旗艦となる軽巡洋艦となった。本艦の基準排水量は日本海軍の軽巡夕張（基準排水量2,890トン）より若干大きいが4,000トンを下回り、第二次世界大戦当時の巡洋艦としては最小クラスである。
就役後は、とりあえず海防戦艦「ヘルトーグ・ヘンドリック」の代艦として練習任務に使用される予定だったという。
1938年11月、「トロンプ」はナポリへ向け出発する。しかしリスボンでドイツ客船「Orinoco」（9660トン）に衝突されたため航海は中止され、オランダ本国に戻った。
1939年4月28日、オランダ王国のウィルヘルミナ女王とベルナード公はトロンプを御召艦とし、北海における演習を統監した。
8月19日、「トロンプ」はオランダ領東インドへ向け出発した。
1940年5月中旬、ドイツがオランダに侵攻し、オランダも第二次世界大戦の交戦国となる。オランダの亡命政府はイギリスに身を寄せ、連合国陣営となる。「トロンプ」はインド洋や太平洋南西部で護衛任務に従事した。1941年11月、「トロンプ」は消息を絶ったオーストラリア海軍の軽巡「シドニー」の捜索に当たった。
1941年12月8日に太平洋戦争が始まり、日本軍が南方作戦を発動して東南アジアに攻め込んできた。マレー半島の攻略やフィリピンの攻略に目途をつけた日本軍は、蘭印作戦に本腰を入れ始め、ボルネオ島に上陸を始めた。
1942年（昭和17年）2月4日、ABDA司令部の水上艦艇部隊はオランダ海軍のカレル・ドールマン少将に率いられ、オランダ軽巡2隻（デ・ロイテル、トロンプ）、アメリカ海軍の重巡「ヒューストン (USS Houston, CA-30) 」、軽巡「マーブルヘッド (USS Marblehead, CL-12) 」、随伴駆逐艦と共に日本船団の攻撃に向かう。だがマカッサル海峡で日本海軍の陸上攻撃機（九六陸攻、一式陸攻の攻撃を受ける。「マーブルヘッド」が大破、他艦も小破した。トロンプも至近弾で軽微な被害をうけた（ジャワ沖海戦）。
2月中旬、日本軍はスマトラ島やカリマンタン島に対する攻略作戦を開始（パレンバン空挺作戦）、ABDA艦隊はオランダ軍守備隊を救援するため出撃する。2月14日、ガスパル海峡を航行中のオランダ軽巡（デ・ロイテル、トロンプ、ジャワ）と英連邦巡洋艦（エクセター、ホバート）および駆逐艦部隊を、日本海軍の陸攻部隊と軽空母龍驤（第四航空戦隊）の艦上攻撃機が空襲する。制空権のないABDA艦隊は反転してバタヴィアに戻った。
2月19日、日本軍がバリ島にも侵攻してきたので、ドールマン提督（旗艦デ・ロイテル）は動ける艦艇を掻き集めて迎撃にむかう。トロンプもバリ島に急行したが、阿部俊雄司令が率いる第8駆逐隊（大潮、朝潮、満潮、荒潮）とバリ島沖海戦で交戦し、大潮に15センチ主砲弾を命中させた。また僚艦と共に満潮を撃破した。だが、本艦も12.7センチ砲弾多数を被弾して中破した。トロンプとスチュアートはスラバヤで緊急修理を受ける。トロンプは応急修理に成功してオーストラリアへ撤退し、シドニーで修理を受けた。
その後はイギリス連邦の東洋艦隊に所属し、船団護衛や航空母艦の護衛に従事した。1944年3月下旬、イギリス海軍の空母機動部隊（空母「イラストリアス」ほか）と、アメリカ海軍の空母機動部隊（空母「サラトガ」ほか）がインド洋で演習を実施し、本艦は補給部隊を護衛した（ディプロマット作戦）。7月25日、サバン攻撃（クリムズン作戦）に参加する。「トロンプ」は駆逐艦「Quilliam」、「Quality」、クイックマッチ」と共に港内に入って攻撃を行い、「トロンプ」は4発の不発弾を受けた。
1944年11月下旬、イギリス海軍は東洋艦隊を再編し、極東艦隊 (Far East Fleet) と太平洋艦隊 (British Pacific Fleet) を新編した。
1945年（昭和20年）4月終わりから5月初めにラングーンへの上陸作戦に陽動として行われたアンダマン・ニコバル諸島への攻撃（ビショップ作戦）にトロンプも参加し、ポートブレアなどを砲撃した。その後、アメリカ海軍の第7艦隊に編入され、バリクパパン侵攻作戦にも参加し終戦まで働いた。
第二次世界大戦後、イギリス海軍の太平洋艦隊に所属して戦後処理に参加したあと、「トロンプ」は練習艦任務に就いた。1955年（昭和30年）12月1日に退役した。1958年（昭和33年）に除籍され、1968年（昭和43年）12月にスクラップとして売却、1969年（昭和44年）に解体された。